# Rubén Wolkowyski
Rubén Oscar Wolkowyski (pronunciado /Volcovuski/ en fonética española; Castelli, Chaco, 30 de septiembre de 1973) es un exbaloncestista argentino, el primero en ser fichado por un equipo de la NBA. Formó parte de la selección que se coronó campeón de los Juegos Olímpicos de 2004. Su debut en la selección argentina fue el 28 de mayo de 1993 contra Ecuador en el Sudamericano en Guaratingueta, Brasil.
Actualmente se encuentra entrenando las divisiones menores de Quilmes de Mar del Plata y con la selección menor U15 de Argentina.
Ganador de diversos títulos y medallas con su selección, fue parte de la camada de jugadores argentinos pertenecientes a la que se denominó La Generación Dorada.

## Trayectoria
Su debut en la Liga Nacional de Básquet se dio el 17 de septiembre de 1993, jugando para Quilmes ante Regatas de San Nicolás. 
| Temporada | Club                             | País           | Liga    |
| 1992-93   | Unión Progresista (Villa Angela) | Argentina      | TNA     |
| 1993-94   | Quilmes                          | Argentina      | LNB     |
| 1994-95   | Quilmes                          | Argentina      | LNB     |
| 1995-96   | Quilmes                          | Argentina      | LNB     |
| 1996-97   | Quilmes                          | Argentina      | LNB     |
| 1997-98   | Boca Juniors                     | Argentina      | LNB     |
| 1998-99   | Boca Juniors                     | Argentina      | LNB     |
| 1999-00   | Estudiantes (Olavarría)          | Argentina      | LNB     |
| 2000-01   | Seattle Supersonics              | Estados Unidos | NBA     |
| 2001-02   | CSKA Moscú                       | Rusia          | PBL     |
| 2001-02   | Quilmes                          | Argentina      | LNB     |
| 2002-03   | Boston Celtics                   | Estados Unidos | NBA     |
| 2002-03   | Tau Cerámica                     | España         | ACB     |
| 2003-04   | Olympiacos BC                    | Grecia         | A1      |
| 2004-05   | Khimki BC                        | Rusia          | PBL     |
| 2005-06   | Khimki BC                        | Rusia          | PBL     |
| 2006-07   | Khimki BC                        | Rusia          | PBL     |
| 2007      | Prokom Trefl Sopot               | Polonia        | TBL     |
| 2007-08   | Legea Scafati                    | Italia         | Serie A |
| 2008-09   | Biguá                            | Uruguay        | LUB     |
| 2009-10   | Atléticos de San Germán          | Puerto Rico    | BSN     |
| 2010-11   | Libertad de Sunchales            | Argentina      | LNB     |
| 2011-12   | La Unión de Formosa              | Argentina      | LNB     |
| 2012-13   | La Unión de Formosa              | Argentina      | LNB     |
| 2013-14   | Sarmiento (Resistencia)          | Argentina      | TNA     |
| 2014-15   | Quilmes                          | Argentina      | LNB     |

## Etapa posterior
El Colo, apodado así por su pelo pelirrojo, se instaló en Málaga con su familia una vez finalizada su carrera deportiva. Ejerciendo primero como entrenador del Club Linces Baloncesto en el año 2019, en el Municipio de San Pedro de Alcántara.
Tras esto, en el año 2024, Rubén Oscar Wolkowyski, oro olímpico en Atenas 2004 con la albiceleste y primer argentino en disputar un partido de la NBA, cumple el sueño de compartir cancha con su hijo a sus 50 años de edad. El Colo, afirmaba en una entrevista “Es un sueño que yo me quiero dar poder estar en la pista con mi hijo” que cumple de la mano del club fuengiroleño, CB Salliver, que disputa la Primera Nacional, quinta categoría del baloncesto español.
Además del juego con su hijo Thomas de 24 años, ex del Unicaja, del cual comentaba “la verdad es que me resulta fácil jugar con él porque es un jugador bastante versátil, que puede hacer muchas cosas, pero hablando como padre, es una experiencia única y muy linda.”.

## Títulos obtenidos en clubes
- Campeón de la Liga Nacional con Estudiantes (O) en 1999/00.
- Campeón del Campeonato Panamericano de Clubes con Estudiantes (O) en 2000.
- Campeón del Campeonato Sudamericano de Clubes, Campeón de América con el Club Biguá de Uruguay en 2008.

## Títulos internacionales en selecciones nacionales

### Juveniles
- Campeón Sudamericano Juvenil en 1990
- Medalla de bronce en el Mundial Juvenil de 1991
- Campeón Panamericano Sub-22 en 1993

### Mayores
- Medalla dorada en los  Juegos Panamericanos 1995
- Medalla plateada en el Campeonato FIBA Américas de 1995
- Medalla dorada en el Campeonato FIBA Américas de 2001
- Medalla plateada en el Campeonato Mundial de 2002
- Medalla plateada en el Campeonato FIBA Américas de 2003
- Medalla dorada en los  Juegos Olímpicos de 2004

## Menciones
- Récord de más partidos disputados en mundiales para un jugador argentino (34 PJ).
- Elegido Mejor Jugador de la Liga Nacional 1999/00. 16,5 PT y 7,1 REB en 58 partidos.
- Elegido Mejor Jugador de las finales de la Liga Nacional 1999/2000.
- Mejor promedio histórico en tapones de la LNB 2,12 (362PJ/769TA).
- Mayor tapador LNB temporadas 1994/95, 1995/96, 1996/97, 1997, 1998.
- Elegido Mejor Jugador del Juego de las Estrellas de la LNB (26/01/1996).
- Elegido 7 veces para el Juego de las Estrellas de la LNB.
- Elegido Mejor Jugador de la copa Rusa 2006.
- Elegido 2 veces para el FIBA Europe League All-Star Game 2005 y 2006.
- Premio Olimpia de Plata 2000.

### Presencias internacionales en selecciones
- Sudamericanos Juvenil de 1990 y 1992. Panamericano Juvenil de 1990.
- Mundial Juvenil de 1991.
- Sudamericano Sub-23 de 1992.
- Sudamericano de 1993, 1997 y 1999.
- Panamericano Sub-23 de 1993.
- Mundial Sub-23 de 1993.
- Premundiales de 1993, 1997 y 2001.
- Juegos de la Buena Voluntad de 1994 y 1998.
- Mundiales de 1994, 1998, 2002 y 2006.
- Juegos Panamericanos de 1995.
- Preolímpicos de 1995 y 2003.
- Juegos Olímpicos de 1996 y 2004.